# Aeropuerto de Nueva Guinea
El Aeropuerto Nueva Guinea (IATA: NVG, OACI: MNNG) es un aeropuerto que sirve al municipio de Nueva Guinea, en la Región Autónoma de la Costa Caribe Sur, Nicaragua.